# استلا هجالتادوتیر
استلا هجالتادوتیر (انگلیسی: Stella Hjaltadóttir؛ زادهٔ ۲۳ ژوئن ۱۹۶۷) بازیکن فوتبال اهل ایسلند است.
وی همچنین در تیم ملی فوتبال زنان ایسلند بازی کرده‌است.